# Ioan Tomici
Ioan Tomici (n. 3 decembrie 1771, Vărădia, jud. Caraș-Severin – d. 18 aprilie 1839, Caransebeș) a fost un profesor și protopop român care a reorganizat școli naționale românești din Banat.

## Biografie
A studiat la școala clericală din Vârșeț.  În perioada 1795-1798 a fost preot în Dognecea (jud.  Caraș-Severin). Apoi în 1798-1804 a fost profesor de teologie la școala clericală din Vârșeț. În 1804-1839 protopop greco-ortodox român în Caransebeș.
A înființat în Caransebeș primul curs de pedagogie de trei luni. În perioada 1824-1831 director și inspector al școlilor ortodoxe Românești  din protopopiatele respective din districtul Caransebeșului.
A publicat câteva lucrări pentru îndrumarea țărănimii și a tineretului. Decorat cu medalia de onoare de către împăratul Francisc I.

## Lucrări
- Cultura albinelor sau învățătura despre ținerea stupilor, Buda, 1823
- Cultura bombițelor sau învățătura despre ținerea și creșterea omidelor sau goangelor de mătasă, Buda, 1823
- Scurte învățături pentru creșterea și buna purtare tinerimei, Buda, 1827